# Chiton linsleyi
Chiton linsleyi är en blötdjursart som först beskrevs av Burghardt 1973.  Chiton linsleyi ingår i släktet Chiton och familjen Chitonidae. Inga underarter finns listade i Catalogue of Life.